# Bouvresse
Bouvresse är en kommun i departementet Oise i regionen Hauts-de-France i norra Frankrike. Kommunen ligger i kantonen Formerie som tillhör arrondissementet Beauvais. År 2022 hade Bouvresse 170 invånare.

## Befolkningsutveckling
Antalet invånare i kommunen Bouvresse
| Referens: INSEE |